# 大中臣安遊麻呂
大中臣 安遊麻呂（おおなかとみ の あゆまろ、生没年不詳）は、奈良時代の貴族。姓は朝臣。官位は従五位下・播磨介。

## 経歴
桓武朝の天応元年（781年）4月、正六位上から従五位下に叙爵されるのが史料における初見である。同年5月には巨勢池長の後任の中衛少将に任ぜられた。この時点での他の1名の中衛少将は藤原末茂であった。また、この時、従来から任じられていた播磨大掾を兼務している。延暦2年（783年）6月、百済王仁貞の後任の播磨介に昇格した。以後の経歴は不明である。

## 官歴
『続日本紀』による。
- 時期不詳：正六位上
- 時期不詳：播磨大掾
- 天応元年（781年）4月15日：従五位下。5月25日：中衛少将（兼播磨大掾）
- 延暦2年（783年）6月21日：播磨介

## 系譜
「中臣氏系図」延喜本系帳の大中臣清万呂の項に、清万呂の孫、子老の子として現れている。
- 父：大中臣子老
- 母：不詳